# Амударьинская нефтегазоносная область
Амударьинская нефтегазоносная область (туркм. Amyderýa nebit we gaz sebiti) — нефтегазоносная область, приуроченная к одноименной мезозойской впадине и бассейнам рек Амударья и Мургаб, расположена в южной части Туранской плиты.
Административно расположена на территории восточной части Туркменистана и Узбекистана. Месторождения — Иолотань, Довлетабад, Кандым, Малай, Ачак, Наип, Шахпахты, Мубарек, Газли, Шуртан, Кокдумалак и т. д.

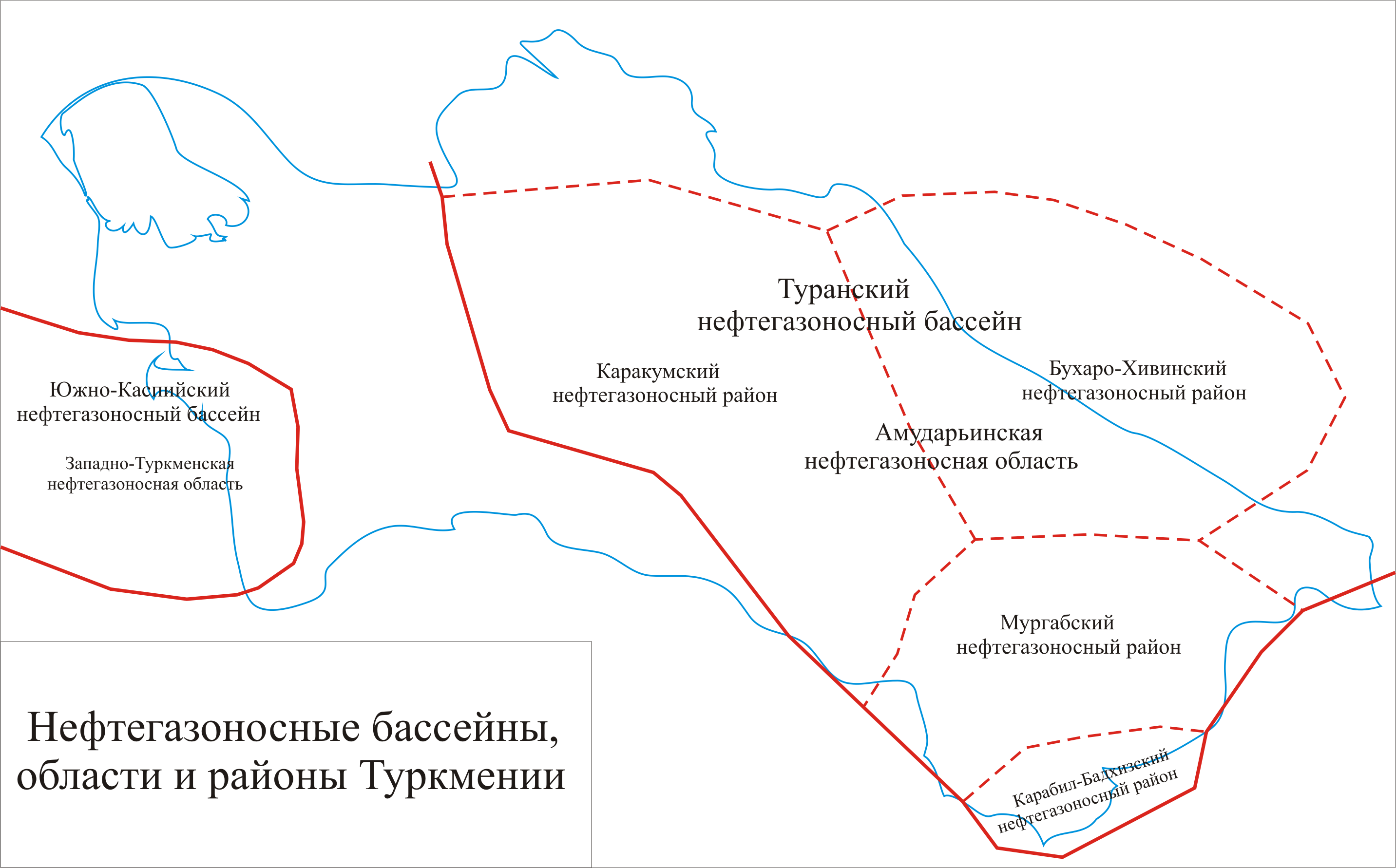

## Подразделение нефтегазоносной области
Амударьинская нефтегазоносная область делятся нефтегазоносные районы:
- Бухаро-Хивинский
- Мургабский
- Карабил-Бадхизский
- Каракумский